# Grand Prix 5; LKAB Luleå Sprint 2025
De Marathonschaatsen 2024/2025 Grand Prix 5; LKAB Luleå Sprint 2025 was de zesentwintigste wedstrijd van het Marathonseizoen en de vijfde wedstrijd van de Grand Prix die op vrijdag 21 januari plaatsvond op de Botnische Golf in Zweden. De mannen reden 50 km en de vrouwen 40 km.
De natuurijs-'Grand Prix' bestaat uit een reeks van zes wedstrijden waarbij buitenlands natuurijs centraal staat. De eerste drie wedstrijden worden gereden op de Weissensee (Oostenrijk). De laatste drie wedstrijden worden gereden op de Botnische Golf bij Luleå (Zweden). De afstanden variëren tussen de 30 en 200 kilometer. Zowel de mannen als vrouwen rijden de Grand Prix-wedstrijden en na zes wedstrijden wordt een eindklassement opgemaakt.
De wedstrijd bij de mannen werd gewonnen door Luc ter Haar. Ter Haar klopte in de sprint Harm Visser en Jordy Harink. Tessa Snoek won de wedstrijd bij de vrouwen. Snoek was op de meet in ene machtssprint Elsemiek van Maaren en Janne Berkhoutde baas. Snoek gaat na haar overwinning als leidster de afsluitende 200 kilometer in, Visser leidt het klassement bij de mannen.

## Tijdschema
| Datum                    | Tijd (CET) | Onderdeel |
| ------------------------ | ---------- | --------- |
| Vrijdag 21 december 2024 | 10:00      | Mannen    |
| Vrijdag 21 december 2024 | 12:00      | Vrouwen   |

## Podia
| Klasse              | Eerste       | Tweede               | Derde          |
| ------------------- | ------------ | -------------------- | -------------- |
| Top-divisie mannen  | Luc ter Haar | Harm Visser          | Jordy Harink   |
| Top-divisie vrouwen | Tessa Snoek  | Elsemieke van Maaren | Janne Berkhout |

## Uitslag Top-divisie mannen[2]
| #      | Rijder              | Nationaliteit | Ploeg                               | Punten |
| ------ | ------------------- | ------------- | ----------------------------------- | ------ |
| Goud   | Luc ter Haar        | Nederland     | Bouwselect / De Haan Westerhoff     | 25,1   |
| Zilver | Harm Visser         | Nederland     | Team Essent                         | 21     |
| Brons  | Jordy Harink        | Nederland     | Royal A-ware                        | 18     |
| 4      | Christian Haasjes   | Nederland     | Bouwselect / De Haan Westerhoff     | 17     |
| 5      | Evert Hoolwerf      | Nederland     | Team Reggeborgh                     | 16     |
| 6      | Ruben Ligtenberg    | Nederland     | Sprog                               | 15     |
| 7      | Daan Gelling        | Nederland     | Royal A-ware                        | 14     |
| 8      | Miguel Bravo        | Portugal      | A6.nl / KMC                         | 13     |
| 9      | Sjoerd den Hertog   | Nederland     | Royal A-ware                        | 12     |
| 10     | Ruben Marinus       | Nederland     | Hamco / Motorama                    | 11     |
| 11     | Joram Verkerk       | Nederland     | VGR Sport / Galesloot constructie   | 10     |
| 12     | Klaas Poortinga     | Nederland     | Sprog                               | 9      |
| 13     | Kevin van der Horst | Nederland     | Royal A-ware                        | 8      |
| 14     | Bart Mol            | Nederland     | A6.nl / KMC                         | 7      |
| 15     | Chiel Smit          | Nederland     | Team Essent                         | 6      |
| 16     | Douwe Boonstra      | Nederland     | Port of Amsterdam / SKITS           | 5      |
| 17     | Jitse Wiersma       | Nederland     | Speelman / Exclusief Vastgoedbeheer | 4      |
| 18     | Homme Jan de Groot  | Nederland     | Team Essent                         | 3      |
| 19     | Jordy van Workum    | Nederland     | Team Reggeborgh                     | 2      |
| 20     | Axel Koopman        | Nederland     | VGR Sport / Galesloot constructie   | 1      |

48 kilometer
1:13:53uur (gem. 260,8sec) 39,1km/h

## Uitslag Top-divisie vrouwen[3]
| #      | Rijder                    | Nationaliteit | Ploeg                                        | Punten |
| ------ | ------------------------- | ------------- | -------------------------------------------- | ------ |
| Goud   | Tessa Snoek               | Nederland     | VGR Sport / Vreugdenhil Dairy Foods          | 25,1   |
| Zilver | Elsemieke van Maaren      | Nederland     | OKAY/Interfarms                              | 21     |
| Brons  | Janne Berkhout            | Nederland     | Turner                                       | 18     |
| 4      | Maaike Verweij            | Nederland     | Team Albert Heijn Zaanlander                 | 17     |
| 5      | Veerle van Koppen         | Nederland     | Puur ICT-BTZ                                 | 16     |
| 6      | Gioya Lancee              | Nederland     | Puur ICT-BTZ                                 | 15     |
| 7      | Loesanne van der Geest    | Nederland     | VGR Sport / Vreugdenhil Dairy Foods          | 14     |
| 8      | Olin Verhoog              | Nederland     | OCRE                                         | 13     |
| 9      | Beau Wagemaker            | Nederland     | A6.nl / KMC                                  | 12     |
| 10     | Iza Stekelenburg          | Nederland     | OCRE                                         | 11     |
| 11     | Tjilde Bennis             | Nederland     | Turner                                       | 10     |
| 12     | Eline Cox                 | Nederland     | OCRE                                         | 9      |
| 13     | Eline van Voorden         | Nederland     | Fortune Coffee                               | 8      |
| 14     | Amber Siegers             | Nederland     | Skadi / P&G Safety / Mark Bouman Grondwerken | 7      |
| 15     | Pien van den Bos          | Nederland     | Wokke Vastgoed                               | 6      |
| 16     | Nienke Smit               | Nederland     | OCRE                                         | 5      |
| 17     | Sophie Kraaijeveld        | Nederland     | Turner                                       | 4      |
| 18     | Iris Mulder               | Nederland     | Fortune Coffee                               | 3      |
| 19     | Carla Ketellapper-Zielman | Nederland     | A6.nl / KMC                                  | 2      |
| 20     | Esmée Brommer             | Nederland     | Wokke Vastgoed                               | 1      |

37 kilometer

1:05:09uur (gem. 300,7sec) 33,9km/h
Marathon Cup 1 · 
Marathon Cup 2 · 
Marathon Cup 3 ·
Marathon Cup 4 · 
Marathon Cup 5 · 
Marathon Cup 6 · 
Marathon Cup 7 · 
Marathon Cup 8 · 
De Vier van Noord-Holland 1 · 
De Vier van Noord-Holland 2 · 
De Vier van Noord-Holland 3 · 
De Vier van Noord-Holland 4 · 
Marathon Cup 9 · 
NK kunstijs · 
Marathon Cup 10 · 
Marathon Cup 11 · 
Marathon Cup 12 · 
Marathon Cup 13 · 
Grand Prix 1 · 
Open NK natuurijs · 
Grand Prix 2 · 
Grand Prix 3 · Marathon Cup 14 · 
Marathon Cup 15 · 
Grand Prix 4 · 
Grand Prix 5 · 
Grand Prix 6 ·  
Marathon Cup 16  · 
Klassementen: KNSB Cup ·
Jongeren · 
Ploegen ·
Grand Prix ·
Club-assistent Brabantcup ·
De Vier van Noord-Holland
Lijst van schaatsmarathonrijders 2024/2025